# Луаннек
Луанне́к (фр. Louannec, брет. Louaneg) — коммуна во Франции, находится в регионе Бретань. Департамент — Кот-д’Армор. Входит в состав кантона Перрос-Гирек. Округ коммуны — Ланьон.
Код INSEE коммуны — 22134.

## География
Коммуна расположена приблизительно в 430 км к западу от Парижа, в 150 км северо-западнее Ренна, в 60 км к северо-западу от Сен-Бриё.
Коммуна расположена на южном берегу пролива Ла-Манш.

## Население
Население коммуны на 2016 год составляло 3 073 человека.
| 1962 | 1968 | 1975 | 1982 | 1990 | 1999 | 2008 | 2016 |
| ---- | ---- | ---- | ---- | ---- | ---- | ---- | ---- |
| 1076 | 1170 | 1619 | 2191 | 2195 | 2383 | 2912 | 3073 |

## Администрация
| Период | Период | Фамилия        | Партия                  | Примечания                                               |
| ------ | ------ | -------------- | ----------------------- | -------------------------------------------------------- |
| 1935   | 1983   | Пьер Бурдель   | Центрист                | Депутат Национального собрания, член генерального совета |
| 1983   | 1989   | Франсуа Никола | Центрист                | Фермер                                                   |
| 1989   | 2014   | Жан Никола     | Социалистическая партия |                                                          |
| 2014   |        | Жерве Эго      | Вперёд, Республика!     | Инженер                                                  |

## Экономика
В 2007 году среди 1734 человек в трудоспособном возрасте (15—64 лет) 1133 были экономически активными, 601 — неактивными (показатель активности — 65,3 %, в 1999 году было 67,2 %). Из 1133 активных работали 1050 человек (556 мужчин и 494 женщины), безработных было 83 (28 мужчин и 55 женщин). Среди 601 неактивных 120 человек были учениками или студентами, 331 — пенсионерами, 150 были неактивными по другим причинам.

## Достопримечательности
- Церковь Сент-Ив (XIX век)
- Часовня Нотр-Дам
- Усадьба Барак (XIII век). Исторический памятник с 1930 года[3]
- Усадьба Коске (XVI век). Исторический памятник с 1964 года[4]
- Маяк Нантуар

## Фотогалерея

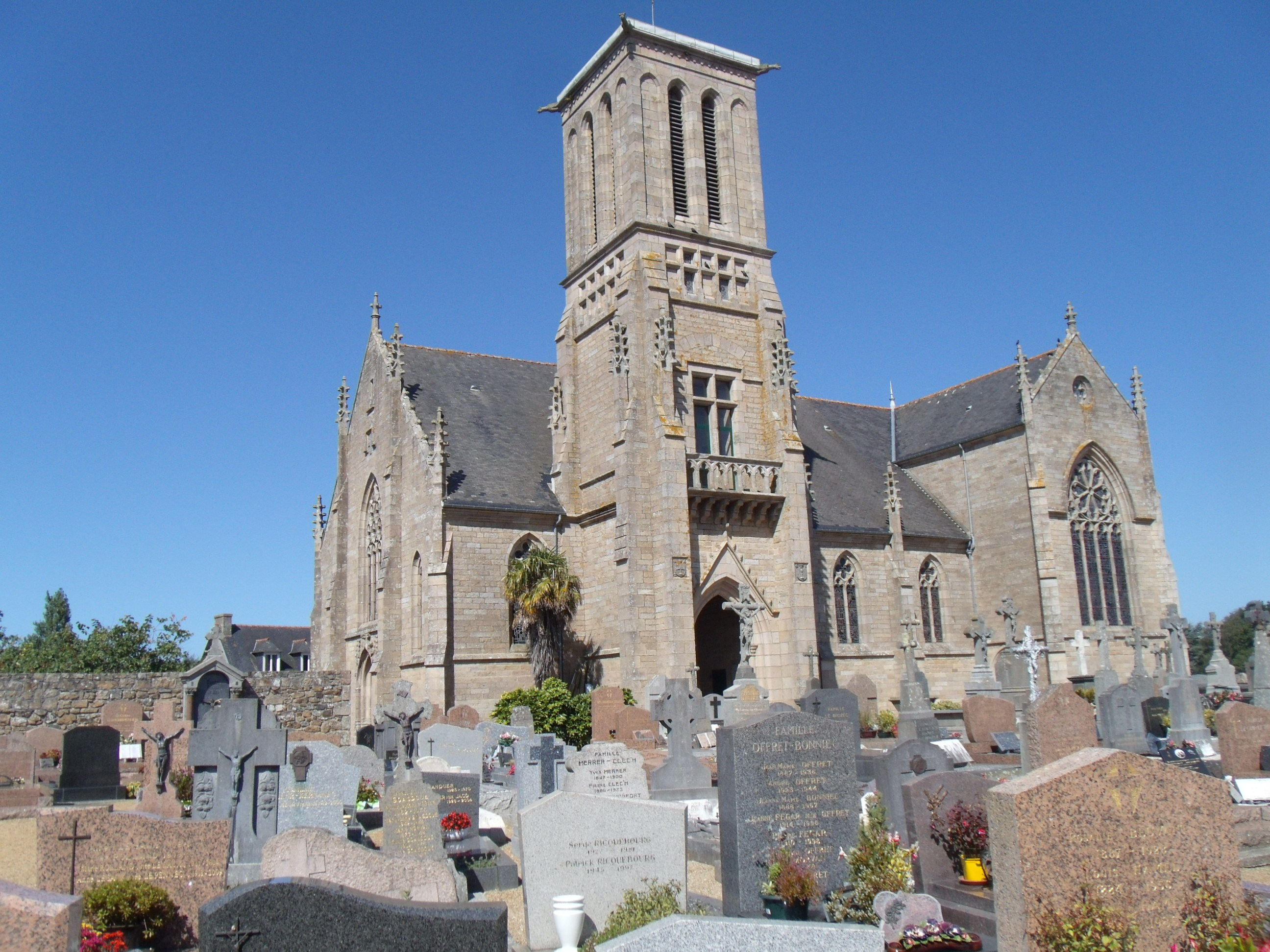
Церковь Сент-Ив
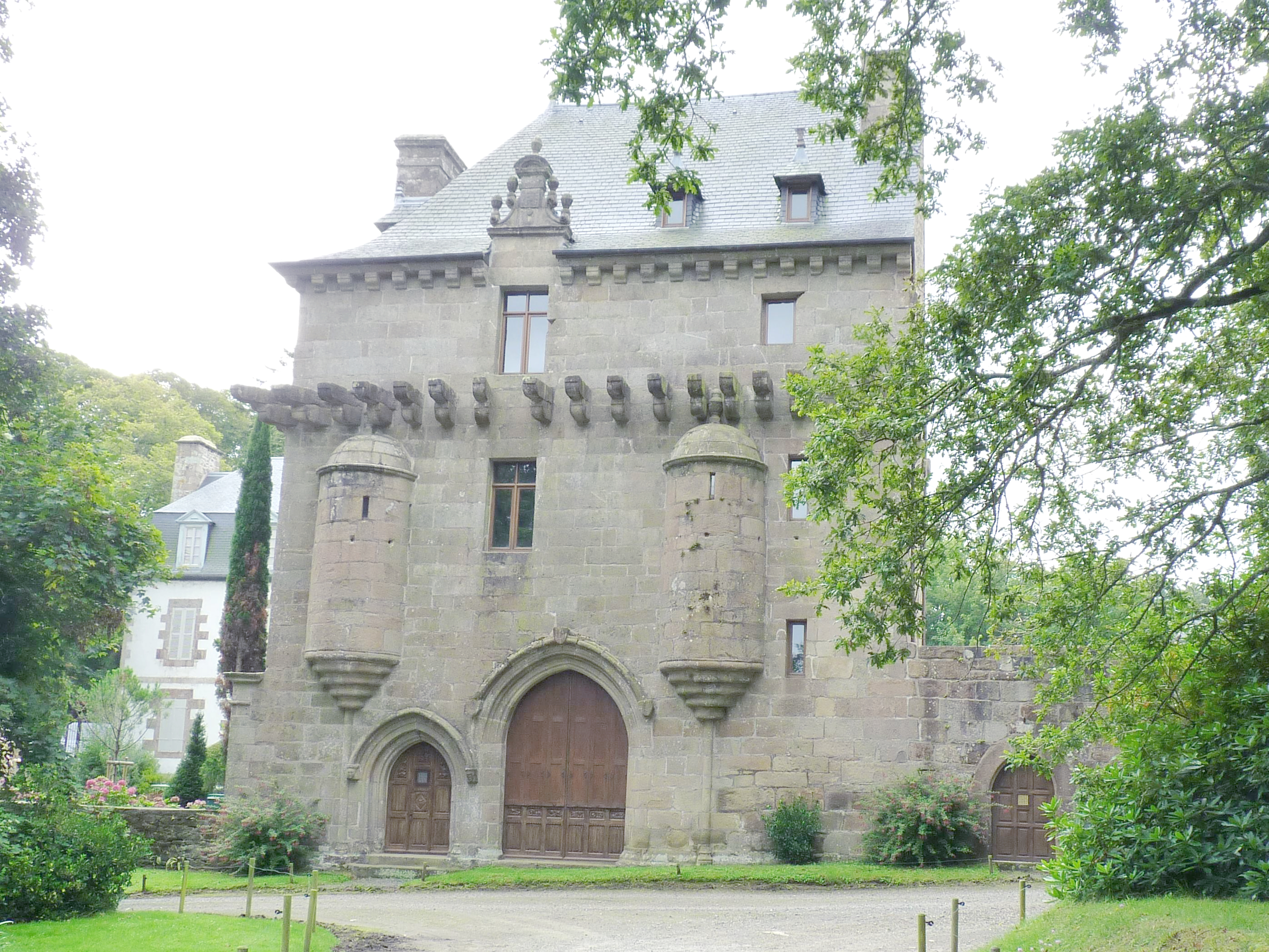
Усадьба Барак
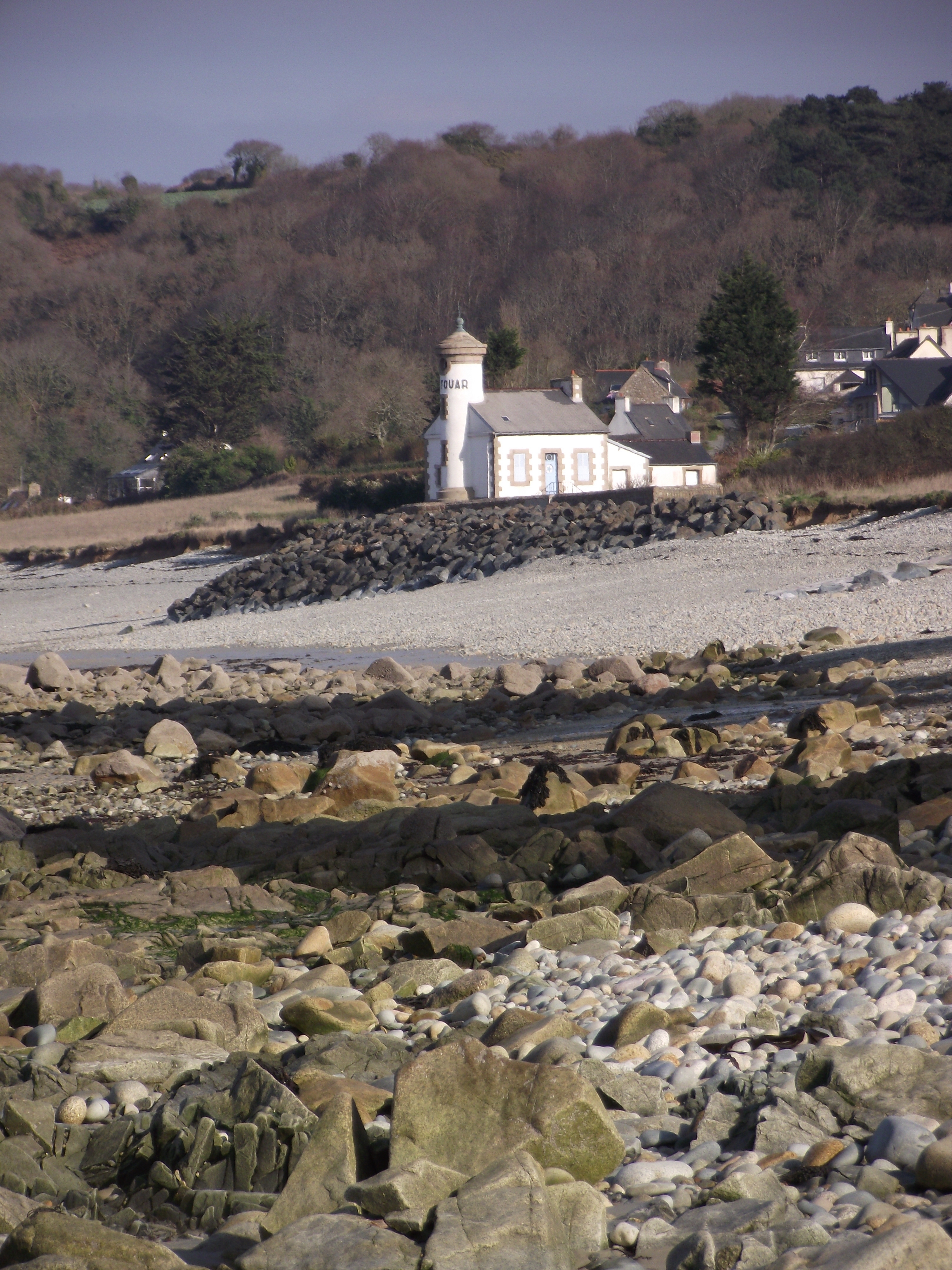
Маяк Нантуар